# Andrena clarkella
Andrena clarkella ist eine Sandbiene aus der Familie der Andrenidae.

## Merkmale
Die Tiere weisen einen signifikanten Geschlechtsdimorphismus auf, wie es bei Bienen meistens der Fall ist.

### Weibchen

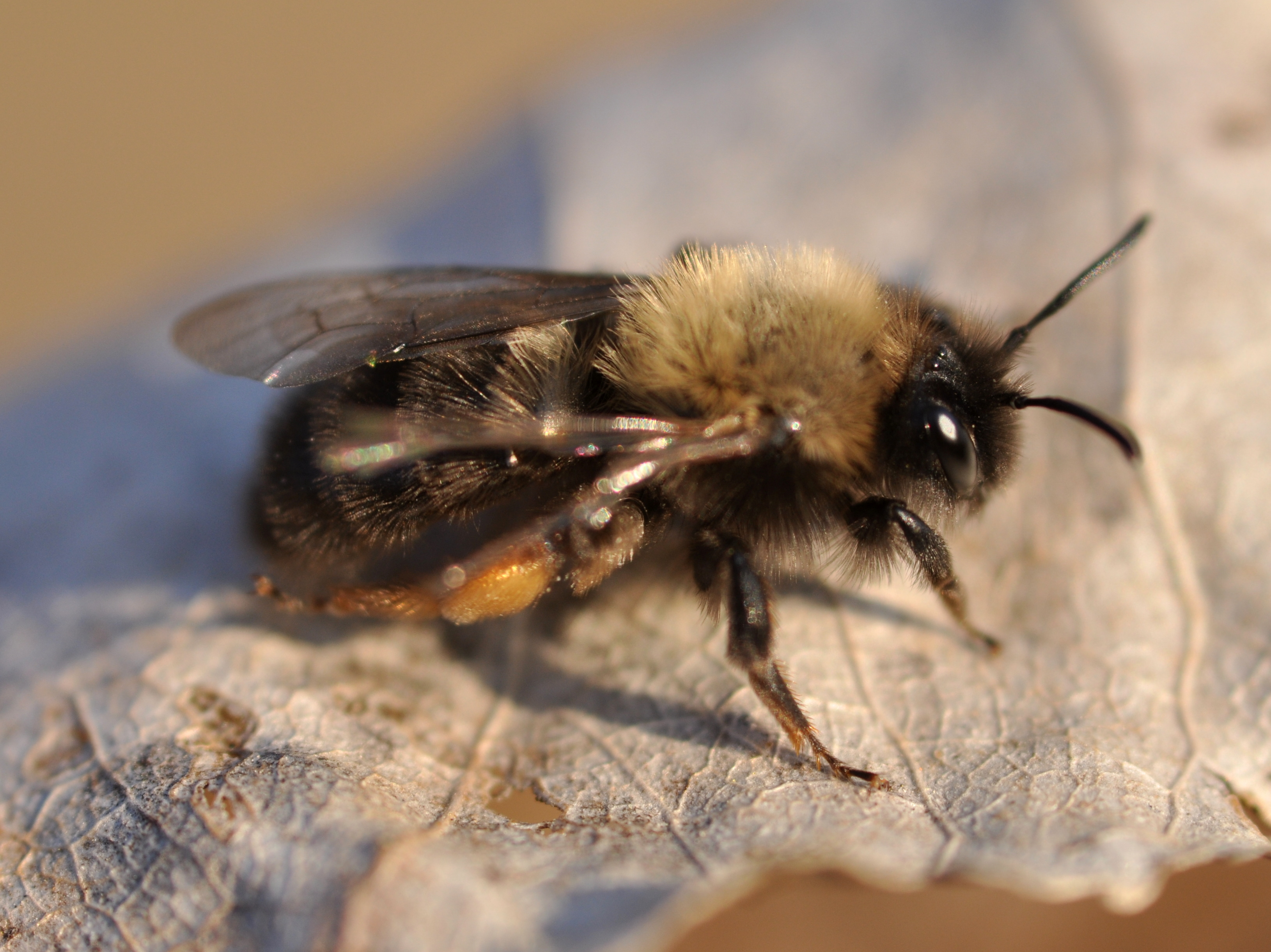
Weibchen der grauen Form

Die Weibchen sind mit 11–13 mm etwa so groß wie Honigbienen. Sie wirken durch ihre dichte Behaarung etwas breiter als diese. Sie sind in ihrer typischen Form auf der oberen Seite des Thorax sowie an den Scopae orange und ansonsten komplett schwarz gefärbt. Es gibt eine Farbvariante, bei der die Färbung auf der Thoraxoberseite gräulich statt orange ist.

### Männchen

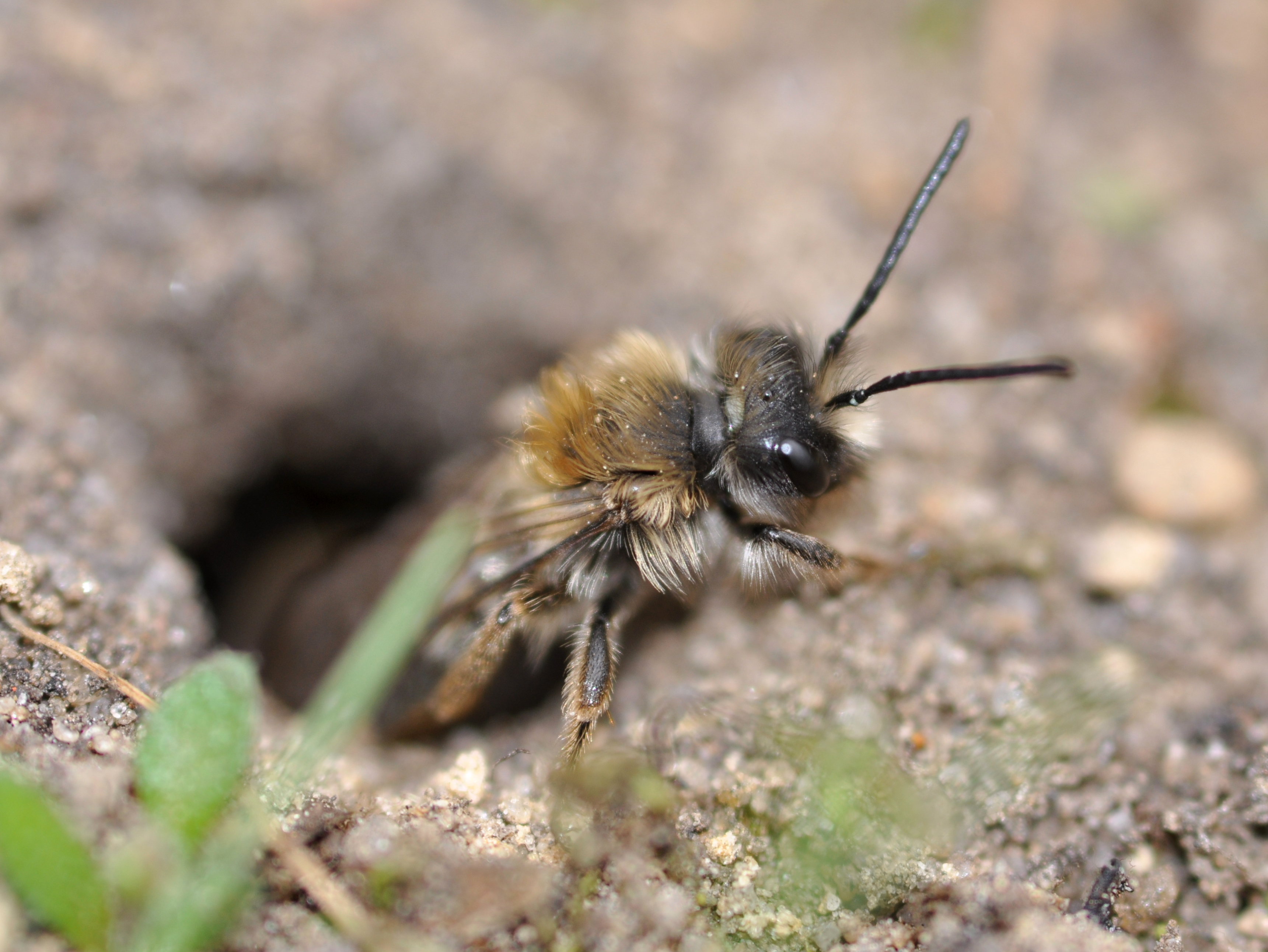
Männchen

Die Männchen sind mit 9–10 mm kleiner als die Weibchen. Sie sind reichlich hellbraun behaart. Nahe der Augen kommen oft einige dunkle Haare vor, auf der Stirn sind die Haare eher heller. Die Grundfarbe ihres Körpers ist dunkel, lediglich die Hintertibien und -füße sind regelmäßig aufgehellt.

### Ähnliche Arten
- Weibchen ähneln Andrena bicolor, diese ist jedoch deutlich kleiner. Weibchen der grauen Form ähneln Andrena vaga. Die Weibchen der Weiden-Sandbiene haben jedoch dunkle Scopae.
- Männchen ähneln mehreren anderen Sandbienenmännchen.

## Vorkommen
Die Tiere sind holarktisch verbreitet. Sie kommen in Nordamerika, in Europa und in Ostasien vor. Sie bewohnen kühle und gemäßigte Breiten im Norden bis über den Polarkreis. Ihre Nester legen sie bevorzugt in eher sandiger Erde mit spärlicher Vegetation an. Standorte unter großen Bäumen werden gern gewählt. Die Nester werden einzeln oder in lockeren Gruppen angelegt. Sie sind auf das Vorkommen von Weiden angewiesen.

## Lebensweise
Andrena clarkella gehört zu den frühesten Sandbienen in Mitteleuropa. Sie kommen manchmal schon ab Ende Februar hervor. Ihre Flugzeit reicht bis Ende April. Die Männchen kommen knapp vor den Weibchen hervor. Anschließend suchen sie geeignete Stellen am Boden nach schlüpfenden Weibchen ab. Später sind die Männchen vor allem an sonnenbeschienenen Baumstämmen zu finden, die sie im Zickzack von unten nach oben auf der Suche nach Weibchen abfliegen. Nach der Paarungszeit sterben die Männchen meist schon bis Anfang April, während die Weibchen länger leben und Nester anlegen. Andrena clarkella ist auf Weiden spezialisiert. Das heißt, die Weibchen sammeln die Nahrung für ihre Brut nur an Weiden. Ihre Reichweite bei der Pollensuche beträgt etwa 300 m und sie nehmen sich durchschnittlich etwa 95 Minuten Zeit für jede Runde. Zum Nektarsammeln für den eigenen Verzehr werden gelegentlich auch andere Pflanzen wie z. B. Huflattich oder Löwenzahn besucht.

### Parasiten
Nomada leucophthalma ist ein Brutparasit bei Andrena clarkella. Bombylius major kommt ebenfalls als Parasit an den Nestern in Frage. Andrena clarkella wird auch von den Fächerflüglern Stylops melittae befallen.